# Salto (Oza-Cesuras)
Salto (llamada oficialmente San Tomé de Salto) es una parroquia española del municipio de Oza-Cesuras, en la provincia de La Coruña, Galicia.

## Entidades de población
Entidades de población que forman parte de la parroquia:
- Iglesia (A Igrexa)
- Tablas (As Tablas)
- Veiga (A Veiga)
- Mangoño
- Castiñeiro (O Castiñeiro)
- Ferrador (O Ferrador)
- Loureiro (O Loureiro)
- A Fraga
- Marazoi
- O Pazo
- A Uxeira
- Vilanova

## Demografía
| Gráfica de evolución demográfica de Salto entre 2000 y 2019 |
|                                                             |
| Datos según el nomenclátor publicado por el INE.            |